# Fabien Chalon
Pour les articles homonymes, voir Chalon.
Fabien Chalon est un plasticien français. Né en 1959, il vit et travaille à Paris.

## Biographie
Fabien Chalon naît en 1959 à Paris. Il vit et travaille dans la capitale française. Présenté pour ses premières expositions en compagnie d'artistes tels qu'Armand, César, A. Warhol, etc. par la galerie Beaubourg, il a ensuite été montré en France et à l'étranger par la Kamel Mennour, et devient un plasticien de renommée internationale,.
Les œuvres de Fabien Chalon sont présentes dans d'importantes collections privées en France, Suisse, Belgique, Pays-Bas, Allemagne, Espagne, Israël, Chine, au Royaume-Uni, aux USA et au Japon,.
En 2008, la sculpture monumentale Le Monde en marche, commandé par l'État, est installée pendant 8 ans au centre de la gare du Nord,. Cette œuvre spectaculaire a contribué à faire connaître Fabien Chalon en France et à l'étranger. Son aspect à la fois spectaculaire et céleste en a fait un point incontournable de la gare.
En 2010, après avoir collaboré avec l'artiste autrichien Erwin Wurm, HERMÈS a choisi de s'associer à Fabien Chalon en lui proposant de concevoir une exposition itinérante qui a parcouru le monde jusqu'à la fin de l'année 2013.
Les installations de Fabien Chalon sont des machines de quelques dizaines de centimètres à plusieurs mètres d’envergure. Pour le galeriste Olivier Waltman, cet artiste « vient du monde de la physique et conçoit des pièces extrêmement précises et méticuleuses, à partir de nombreux croquis, esquisses et études, jusque dans ses plus grands formats ».
Pour la Maison européenne de la photographie qui l'invita à exposer en 2010, « l'univers de Fabien Chalon ne cède pas à la tentation de la prouesse technologique, il se met au service du détournement poétique de l'objet. »
Fabien Chalon travaille aussi le néon. C'est l'autre facette de son œuvre. Dans ses installations animées, le temps se déroule, implacablement et parfois tragiquement. Avec les néons il est suspendu. Derrière l'humour de certains de ses néons, Fabien Chalon tutoie les mythes fondateurs. On retrouvera d'ailleurs ce souffle métaphysique dans Where does light go? 
Fabien Chalon est à l'origine de la scénographie du spectacle Dans la fumée des joints de ma mère de Jean-Louis Martinelli.
En 2021 Le Festival Paris-l'été l'invite à montrer sa grande installation interactive, Vu des étoiles, conçue comme une expérience onirique, à la fois cosmique et aquatique, dans laquelle le spectateur est invité à s'asseoir sur une étoile afin de mieux contempler les mouvements de l'Humanité.
Fabien Chalon a été marié près de dix-sept ans avec l'actrice Zabou Breitman. Il est le père de deux enfants avec elle : Anna née en 1989, chanteuse et Antonin, comédien, né en 1993. Le couple se sépare en 2006
Depuis 2019, il est marié avec la photographe Linda Tuloup.

## Œuvres

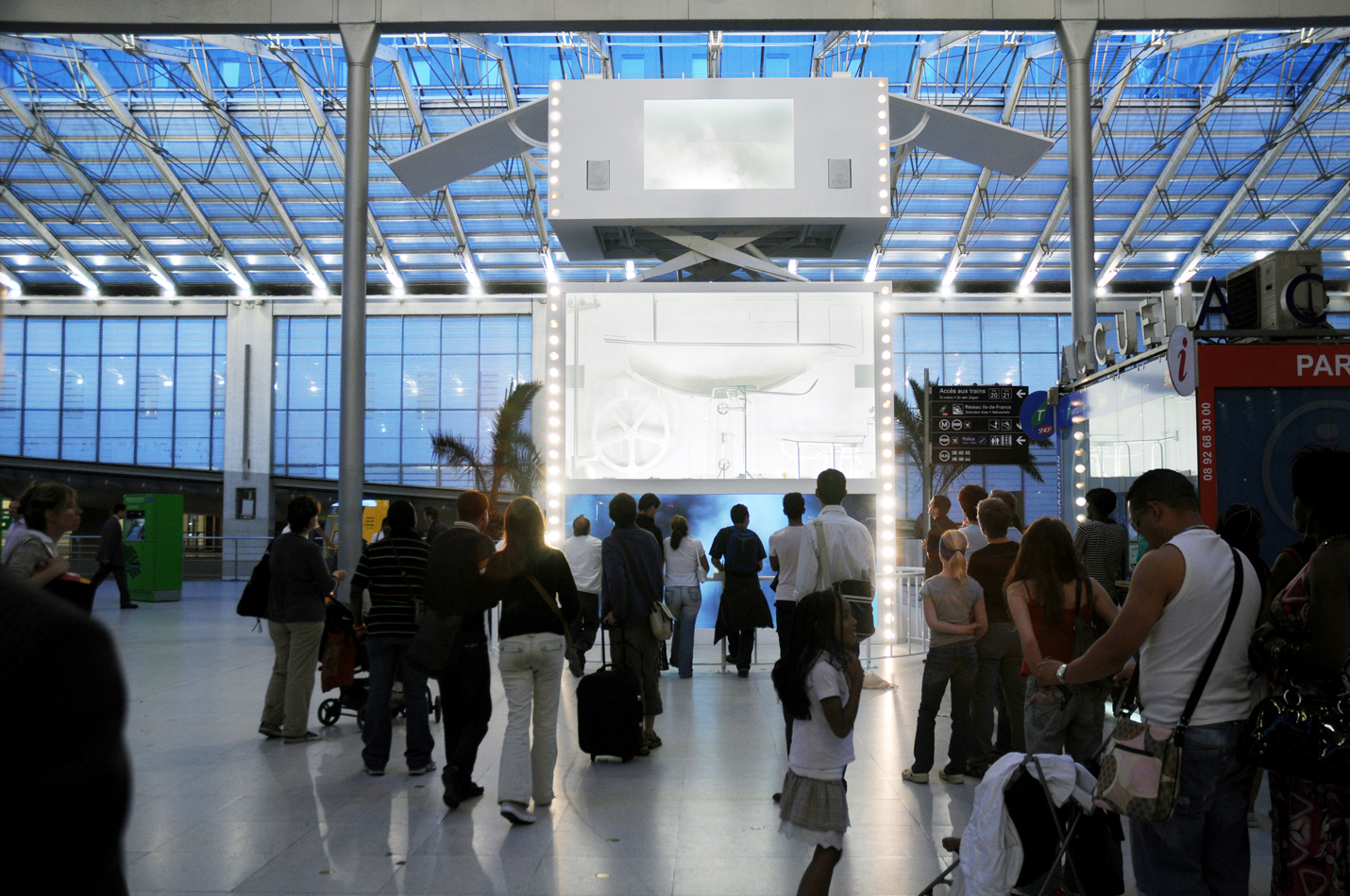
Le Monde en marche[25],
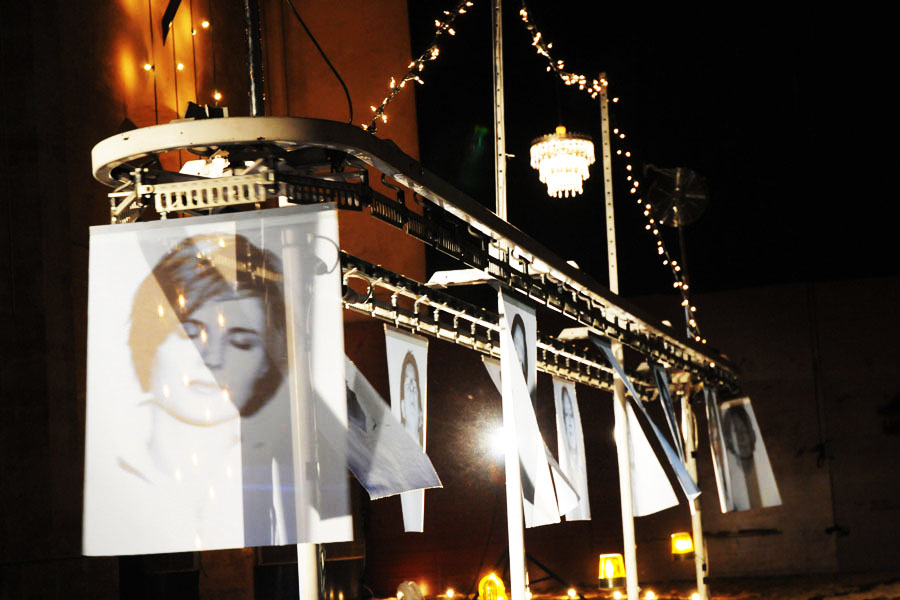
Les disparus [27],
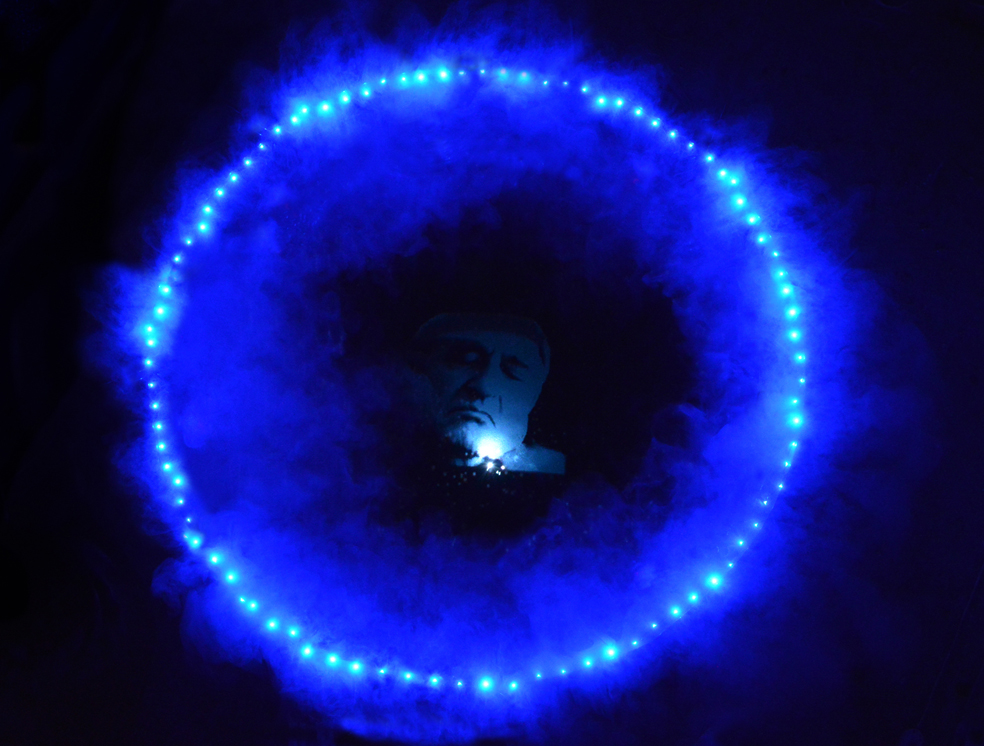
Vue des étoiles[29],
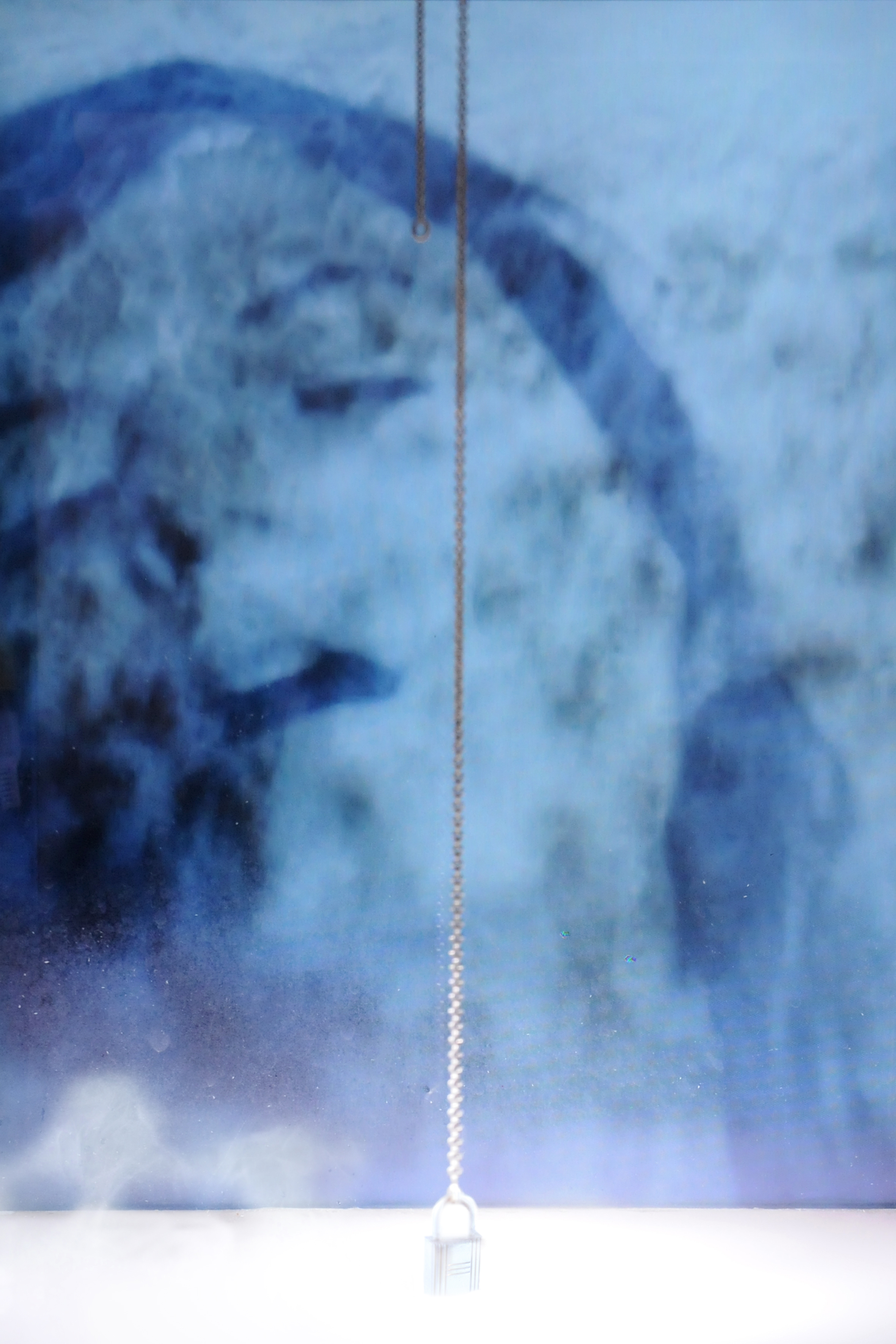
L'Enchaînement[31],
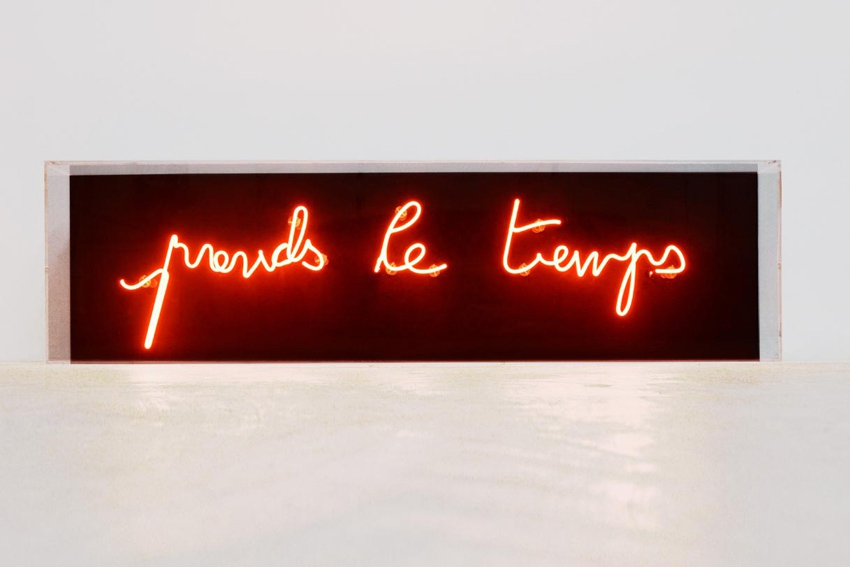
Néon "prends le temps"

## Expositions
- 2001: L'usine, musée de Saint-Étienne, Saint-Étienne[34]
- 2003: Galerie Beaubourg, Vence[35].
- 2004, 2006, Kammel Mennour, Paris[35].
- 2010, Maison européenne de la photographie, Paris[35].
- 2011: Les Disparus, Paris[34]
- 2011: Réactions en chaînes, Prague, Hong Kong, Pékin, Shanghaï, Chine[34]
- 2012: Histoire d'un Homme, musée de Hyères-les-Palmiers[34]
- 2016: La Bouche d'Irène, galerie Olivier Waltman, ArtParis, France[36]
- 2018: V.I.E / Group Show (avec Nam June Paik, Bill Viola, Pierrick Sorin, Fabien Chalon, Eduardo Gil) en collaboration avec la galerie Benamou - Maxé et Martin Liu de la WhiteBox, NYC et la galerie Olivier Waltman, Paris[37],[34]
- 2019: L'Envol, galerie Olivier Waltman, Paris[38]
- 2021: Moi Je, UMAM, château-musée Grimaldi, Cognes-sur-Mer, France[39]
- 2022: ExodeS, Saint-Raphaël, France[40]